# Лонг Бийч еПри 2015
Лонг Бийч еПри 2015 е първото еПри в Лонг Бийч и второ в САЩ и шести кръг в дебютния сезон 2014/2015 на Формула Е. Провежда се на 4 април 2015 г. на пистата Лонг Бийч Стрийт Сиркуит. Състезанието печели Нелсиньо Пикет пред Жан-Ерик Верн и Лукас ди Граси. Това е първата победа на Пикет във Формула Е и идва точно 35 години и 5 дни след първата победа във Формула 1 на баща му Нелсон Пикет на същата писта (в конфигурацията ѝ за Формула 1).

## Преди състезателния ден
Това състезание е първото през сезона, в което на старта застават същите пилоти като в предишния кръг в Маями, като винаги е имало поне една промяна. За сметка на това обаче има промяна в името и цветовете на отбора на Чайна Рейсинг, който вече се нарича НЕКСТЕВ Тийм Чайна Рейсинг (или просто НЕКСТЕВ ТСР).
С най-много гласове в гласуването на феновете за FanBoost са Сам Бърд, Жан-Ерик Верн и Нелсиньо Пикет.

## Свободни тренировки, квалификация и наказания
С цел да се улесни зареждането на батериите в боксовете на отборите, форматът на свободните тренировки е променен – вместо две такива от по 45 и 40 минути в Лонг Бийч се провеждат три от по 20 минути. Най-бързо време в първата свободна тренировка дава Нелсиньо Пикет (59.723) пред Бруно Сена и Скот Спийд. Тренировката е прекъсната шест минути преди края, след като Даниел Абт се удря в предпазната стена и поврежда окачването си. Най-бърз във втората тренировка е Лукас ди Граси (57.305), следван от Себастиен Буеми и Никола Прост. И тази тренировка е прекъсната след катастрофа на Жан-Ерик Верн. В последната свободна тренировка ди Граси подобрява времето си с няколко стотни (57.293) и въпреки че остава на пистата само за четири обиколки, никой от останалите пилоти не успява да запише по-добро време, като най-близко до него остават Верн и Прост.
Най-бърза обиколка в квалификацията записва Себастиен Буеми (56.853) пред Даниел Абт (56.937) и Никола Прост (56.944). Витантонио Лиуци катастрофира преди да успее да запише бърза обиколка и стартира от последното място. След квалификацията се оказва, че Буеми и Антонио Феликс да Коща са надвишили енергийния лимит, но тъй като това се случва по време на фазата с развети червени знамена заради катастрофата на Лиуци, те не са дисквалифицирани, както обикновено се процедира при такова провинение, а само губят най-бързата си обиколка. По този начин Буеми вместо първо записва десето време.

## Състезание
Абт и Прост не стартират по най-добрия начин и още след първия завой Пикет повежда колоната. Верн също успява да спечели една позиция и става четвърти. Цели девет пилоти минават напряко през първия шикан, но остават ненаказани. В тази ситуация болидите на Буеми и Бърд се удрят и този на Бърд остава със счупено предно окачване. Американецът успява на бавен ход да стигне до бокса, където сменя болида си. В четвъртата обиколка Спийд допуска грешка и разбива болида си в стената при втория завой и отпада, а докато пистата бъде разчистена, на нея излиза колата на сигурността. Състезанието е подновено в края на седмата обиколка и скоро след това Верн и ди Граси изпреварват Прост. При опит да изпревари Дювал, Пик удря Трули. Пик успява да стигне до бокса за поправка на болида, докато за Трули състезанието приключва. Катастрофата води до нова поява на колата на сигурността, преди надпреварата да бъде подновена в края на 11-ата обиколка. Прост губи нови две позиции спрямо Буеми и да Коща, а в същото време Бърд, който няма шанс да завърши състезанието с втория си болид, прави опити да запише най-бърза обиколка, за да спечели поне две точки.
Големият печеливш при спирането на лидерите в бокса за смяна на болидите се оказва Верн, който излиза пред Абт. Забаванято на да Коща го изпраща извън първите десет. Така след 23-тата обиколка в челото на колоната са Пикет, Верн, Абт, ди Граси, Буеми, Сена, Прост, Хайдфелд, Д'Амброзио и Саразен. Ново разместване в позициите настъпва, когато трима пилоти изтърпяват наказание преминаване през бокса – Абт за превишаване на енергийния лимит, Прост за лек удар с Д'Амброзио и Пик за катастрофата с Трули – и се озовават съответно на 14-о до 16-о място. Буеми се отървава само с предупреждение за това, че в бокса кара редом до болида на ди Граси и минава покрай един от ограничителните конуси от неправилната му страна. Междувременно Пикет и Верн успяват да се откъснат пред ди Граси и Сена. Три обиколки преди края болидите на Д'Амброзио и Хайдфелд се докосват, като този на Хайдфелд се удря в стената, но германецът успява да финишира на десета позиция със счупено задно крило.

## Резултати

### Квалификация
| Поз.      | №  | Пилот                  | Отбор             | Време  | Разлика | Решетка |
| --------- | -- | ---------------------- | ----------------- | ------ | ------- | ------- |
| 1         | 66 | Даниел Абт             | Ауди Спорт АБТ    | 56.937 |         |         |
| 2         | 8  | Никола Прост           | е.дамс-Рено       | 56.944 | +0.007  | 2       |
| 3         | 99 | Нелсиньо Пикет         | НЕКСТЕВ ТСР       | 56.974 | +0.037  | 3       |
| 4         | 11 | Лукас ди Граси         | Ауди Спорт АБТ    | 57.083 | +0.146  | 4       |
| 5         | 27 | Жан-Ерик Верн          | Андрети Аутоспорт | 57.106 | +0.169  | 5       |
| 6         | 28 | Скот Спийд             | Андрети Аутоспорт | 57.156 | +0.219  | 6       |
| 7         | 55 | Антонио Феликс да Коща | Амлин Агури       | 57.182 | +0.245  | 7       |
| 8         | 7  | Жером Д'Амброзио       | Драгън Рейсинг    | 57.184 | +0.247  | 8       |
| 9         | 30 | Стефан Саразен         | Венчъри Гран При  | 57.261 | +0.324  | 9       |
| 10        | 9  | Себастиен Буеми        | е.дамс-Рено       | 57.288 | +0.351  | 10      |
| 11        | 2  | Сам Бърд               | Върджин Рейсинг   | 57.304 | +0.367  | 11      |
| 12        | 21 | Бруно Сена             | Махиндра Рейсинг  | 57.347 | +0.410  | 12      |
| 13        | 10 | Ярно Трули             | Трули ГП          | 57.417 | +0.480  | 13      |
| 14        | 3  | Хайме Алгерсуари       | Върджин Рейсинг   | 57.449 | +0.512  | 14      |
| 15        | 23 | Ник Хайдфелд           | Венчъри Гран При  | 57.508 | +0.571  | 15      |
| 16        | 88 | Шарл Пик               | НЕКСТЕВ ТСР       | 57.818 | +0.881  | 16      |
| 17        | 6  | Лоик Дювал             | Драгън Рейсинг    | 57.905 | +0.968  | 17      |
| 18        | 5  | Карун Чандок           | Махиндра Рейсинг  | 57.921 | 0.984   | 18      |
| 19        | 77 | Салвадор Дуран         | Амлин Агури       | 57.950 | +1.013  | 19      |
| -         | 18 | Витантонио Лиуци       | Трули ГП          | 0      | 0       | 20      |
| Източник: |    |                        |                   |        |         |         |

### Състезание
| Поз.      | №  | Пилот                  | Отбор             | Обиколки | Време/Отпадане | Място | Точки |
| --------- | -- | ---------------------- | ----------------- | -------- | -------------- | ----- | ----- |
| 1         | 99 | Нелсиньо Пикет         | НЕКСТЕВ ТСР       | 39       | 46:01.971      | 02    | 25    |
| 2         | 27 | Жан-Ерик Верн          | Андрети Аутоспорт | 39       | +1.705         | 03    | 18    |
| 3         | 11 | Лукас ди Граси         | Ауди Спорт АБТ    | 39       | +2.994         | 01    | 15    |
| 4         | 9  | Себастиен Буеми        | е.дамс-Рено       | 39       | +3.518         | 06    | 12    |
| 5         | 21 | Бруно Сена             | Махиндра Рейсинг  | 39       | +8.844         | 07    | 10    |
| 6         | 7  | Жером Д'Амброзио       | Драгън Рейсинг    | 39       | +13.460        | 02    | 8     |
| 7         | 55 | Антонио Феликс да Коща | Амлин Агури       | 39       | +16.171        | = 0   | 6     |
| 8         | 3  | Хайме Алгерсуари       | Върджин Рейсинг   | 39       | +17.975        | 06    | 4     |
| 9         | 6  | Лоик Дювал             | Драгън Рейсинг    | 39       | +18.436        | 08    | 2     |
| 10        | 30 | Стефан Саразен         | Венчъри Гран При  | 39       | +20.418        | 01    | 1     |
| 11        | 23 | Ник Хайдфелд           | Венчъри Гран При  | 39       | +21.326        | 04    |       |
| 12        | 5  | Карун Чандок           | Махиндра Рейсинг  | 39       | +32.917        | 06    |       |
| 13        | 18 | Витантонио Лиуци       | Трули ГП          | 39       | +38.592        | 07    |       |
| 14        | 8  | Никола Прост           | е.дамс-Рено       | 39       | +42.375        | 12    | 21    |
| 15        | 66 | Даниел Абт             | Ауди Спорт АБТ    | 39       | +44.361        | 14    | 32    |
| 16        | 88 | Шарл Пик               | НЕКСТЕВ ТСР       | 39       | +58.125        | = 0   |       |
| Отп       | 77 | Салвадор Дуран         | Амлин Агури       | 27       | Механика       | 02    |       |
| Отп       | 2  | Сам Бърд               | Върджин Рейсинг   | 3        | Катастрофа     | 07    |       |
| Отп       | 10 | Ярно Трули             | Трули ГП          | 22       | Окачване       | 06    |       |
| Отп       | 28 | Скот Спийд             | Андрети Аутоспорт | 3        | Катастрофа     | 14    |       |
| Източник: |    |                        |                   |          |                |       |       |

Балежки:
- 1 – Две точки за най-бърза обиколка.
- 2 – Три точки за първо място в квалификациите.

## Класиране след състезанието
| Поз | Пилот           | Точки |
| --- | --------------- | ----- |
| 1   | Лукас ди Граси  | 75    |
| 2   | Нелсиньо Пикет  | 74    |
| 3   | Никола Прост    | 69    |
| 4   | Себастиен Буеми | 55    |
| 5   | Сам Бърд        | 52    |

| Поз | Конструктор       | Точки |
| --- | ----------------- | ----- |
| 1   | е.дамс-Рено       | 124   |
| 2   | Ауди Спорт АБТ    | 97    |
| 3   | Върджин Рейсинг   | 82    |
| 4   | Андрети Аутоспорт | 80    |
| 5   | НЕКСТЕВ ТСР       | 74    |